# Kraft durch Freude

Emblem der Gemeinschaft Kraft durch Freude

Die nationalsozialistische Massenorganisation Kraft durch Freude (KdF) wurde am 27. November 1933 als Unterorganisation der Deutschen Arbeitsfront (DAF) mit dem Ziel gegründet, den Totalitätsanspruch des NS-Regimes mit der „Bildung einer wirklichen Volks- und Leistungsgemeinschaft aller Deutschen“ zu erfüllen. Mit dem Amt für Reisen, Wandern und Urlaub war KdF der größte Reiseveranstalter in der Zeit des Nationalsozialismus.
Die Organisation mit Sitz in Berlin bestand von 1933 bis 1945, wobei sich ihre meisten Aktivitäten mit Beginn des Zweiten Weltkrieges im September 1939 auf die Frontbetreuung und „kulturelle Zerstreuung“ der deutschen Truppen beschränkten.

## Gründung

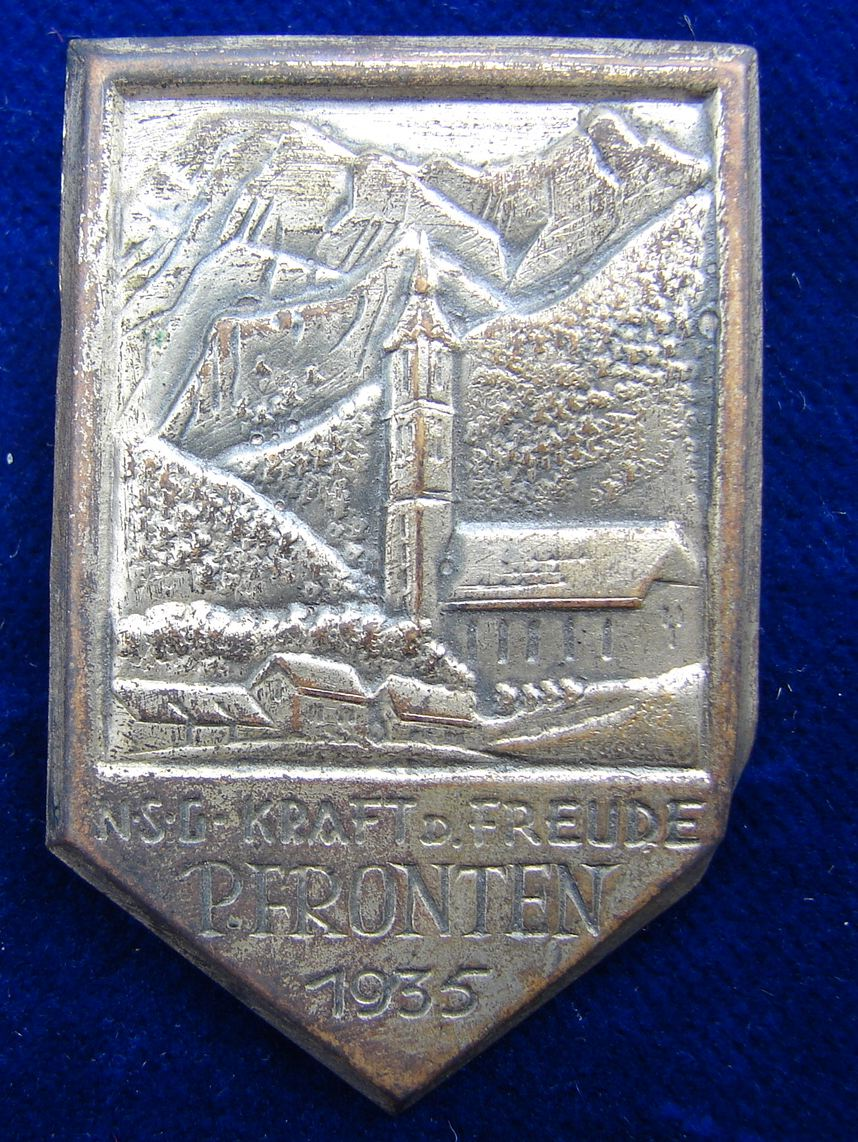
KdF-Abzeichen in Pfronten, 1935

Am 24. Oktober 1934 unterschrieb Adolf Hitler eine von Robert Ley, dem Leiter der DAF, vorgelegte Verordnung:

„Das Ziel der Deutschen Arbeitsfront ist die Bildung einer wirklichen Volks- und Leistungsgemeinschaft aller Deutschen. Sie hat dafür zu sorgen, dass jeder einzelne seinen Platz im wirtschaftlichen Leben der Nation in der geistigen und körperlichen Verfassung einnehmen kann, die ihn zur höchsten Leistung befähigt und damit den größten Nutzen für die Volksgemeinschaft gewährleistet.“

Als „Dienstleister der Volksgemeinschaft“ sollte die DAF „die breiten unterbürgerlichen Schichten“ neben einer „Disziplinierung“ mit „Zuckerbrot“ in „das Ordnungsgefüge der NS-Gesellschaft integrieren und zumindest eine passive Loyalität erreichen“. Zur Entstehung von Kraft durch Freude trugen zwei Faktoren bei: Zum einen war bereits in der Zeit der Weimarer Republik die durchschnittliche Zahl von Urlaubstagen bei Arbeitern und Angestellten auf acht bis zwölf Tage angestiegen; fast alle Arbeiter hatten Anspruch auf bezahlten Jahresurlaub. Jedoch bekamen meistens nur ältere Betriebsangehörige so viel Urlaub, dass sie tatsächlich eine längere Reise hätten antreten können. Die Nationalsozialisten verlängerten den Urlaub auf zwei bis drei Wochen pro Jahr und konnten damit auch weite Teile der vormals gewerkschaftlich organisierten Arbeiterschaft gewinnen.
Zum anderen besaß das faschistische Italien unter Benito Mussolini bereits seit 1925 eine Freizeitorganisation, die Opera Nazionale Dopolavoro (Nationales Freizeitwerk). Robert Ley hatte diese 1929 auf einer Italienreise kennengelernt und schlug daher nach der Machtergreifung eine vergleichbare Organisation vor. Die Nationalsozialisten planten zunächst, sprachlich an die italienische Version angelehnt, ein Feierabendwerk „Nach der Arbeit“; der endgültig gewählte Name „Kraft durch Freude“ erwies sich jedoch als weit wirksameres Schlagwort. An der Planung war Ley maßgeblich beteiligt, der als Leiter der DAF auch das Freizeitwerk führen sollte.
Am 14. November 1933 genehmigte Hitler die Pläne. Die offizielle Gründung der KdF fand zwei Wochen später am 27. November 1933 auf einer Sondertagung der DAF statt.

## Ideologische Grundlagen und Ziele
Das Ziel der KdF war es, dem deutschen Volk Leistungskraft zu verleihen. Gesunde Freude vor allem am Sport sollte dem „arischen“ Arbeiter Kraft geben, einerseits zur Stärkung der Volkswirtschaft, andererseits aber auch, um aus den Deutschen ein kriegstüchtiges Volk zu machen. „Das Ziel der Organisation ist die Schaffung der nationalsozialistischen Volksgemeinschaft und die Vervollkommnung und Veredelung des deutschen Menschen“. Dieses Ziel und ein „nervenstarkes Volk“ sollte mit dem Angebot einer genau bemessenen und durchstrukturierten Freizeit an die arbeitende Bevölkerung gefördert werden. Arbeitsleistung und Produktivität sollten durch verbesserte Volksgesundheit gesteigert werden. Zur schnellen Erhöhung der Mitgliederzahlen, wurde der firmeneigene Betriebssport (gelber Sport) in die KdF integriert, womit auch außerbetrieblich von KdF angebotene Sportkurse, vor allem auch für Familienangehörige, rasch an Zuspruch gewannen, nach dem Motto: „Keiner ist zu alt und zu dick“ und „Wir müssen das überflüssige Fett in unserem Volke beseitigen“.
Während im italienischen Dopolavoro-Werk nur Arbeitnehmer organisiert waren, sollte das deutsche KdF Arbeitnehmer und Arbeitgeber unter einem Dach versammeln und so verhindern, dass eine reine Arbeiterorganisation entstünde, die möglicherweise politisch gefährlich werden konnte. Nicht die einzelnen Stände und Berufsgruppen sollten Einheiten bilden, sondern der Gedanke der klassenlosen „Volksgemeinschaft“ wurde betont. Die „Erhaltung des Arbeitsfriedens durch Befriedung der Arbeitenden“ war das offiziell ausgegebene Ziel. Kraft durch Freude sollte also primär den inneren Frieden sichern, indem es den Arbeitern versprach, was sich bis dahin nur die Oberschicht leisten konnte: Reisen und eine ausreichende, ausgefüllte Freizeit. Die Nationalsozialisten wollten damit auch nachträglich die inzwischen von ihnen verbotenen Gewerkschaften übertrumpfen, die der Arbeiterschaft zwar eine erfüllte Freizeit versprochen, dieses Versprechen aber nie erfüllt hätten. Tatsächlich hatten jedoch bereits in den 1920er Jahren verschiedene Gewerkschaften und andere Arbeiterorganisationen vergünstigte Pauschalreisen für ihre Mitglieder organisiert, wenn auch in geringerem Umfang.

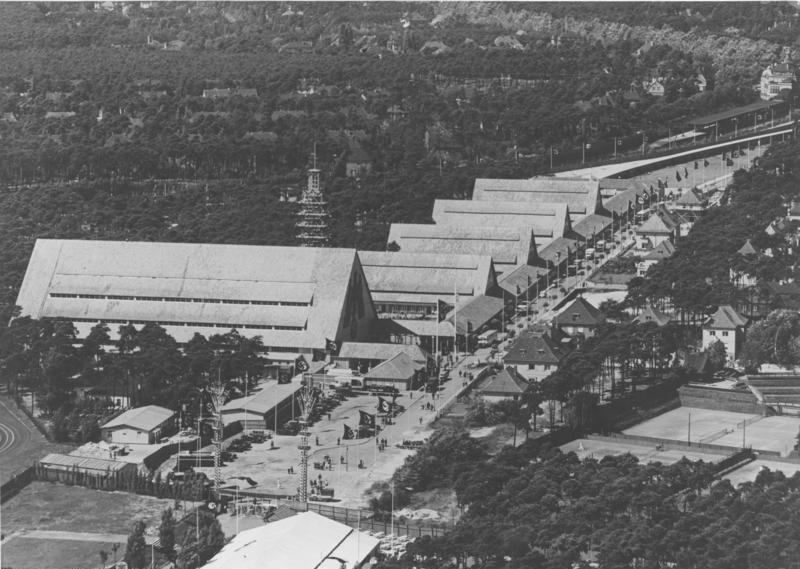
„Kraft durch Freude-Stadt“ (oben rechts Bahnhof Heerstraße): Während der Olympischen Sommerspiele 1936 in Berlin kurzzeitig Ankunftsbahnhof für die Athleten.

Für die NS-Ideologen war Freizeit nicht als Selbstzweck denkbar, sondern musste im Dienste des Staates und des Volkes stehen. Offizielles Ziel der KdF war „die Schaffung eines neuen deutschen Menschen und einer neuen deutschen Gesellschaftsordnung. Der politischen und der wirtschaftlichen folgt die gesellschaftlich-kulturelle Neuordnung der deutschen Volksgemeinschaft“.
Die Grundidee von KdF beruhte auf soziologischen Erkenntnissen aus dem Alltag der immer effizienter werdenden industriellen Arbeitswelt (Taylorismus, Fordismus), der die Arbeiter physisch und psychisch zermürbte. Robert Leys Absicht war es, durch mehr Freizeit den Arbeitnehmern die Möglichkeit zur Erholung zu geben, die allerdings nicht außerhalb der NS-Sphäre mit Langeweile und Amüsement verbracht werden sollte, sondern gezielt und organisiert die Arbeitskraft der Bevölkerung stärken und erhalten sollte. Die KdF-Aktivitäten wie Theaterbesuche, Erholungsurlaube und Rundfahrten zu günstigen Preisen waren Teil der Bemühung des NS-Regimes, den deutschen Staat zur „Wohlfühldiktatur“ (Götz Aly) zu machen. Hitler selbst wird von Ley mit folgenden Worten zitiert:

„Ich will, daß dem Arbeiter ein ausreichender Urlaub gewährt wird und daß alles geschieht, um ihm diesen Urlaub sowie seine übrige Freizeit zu einer wahren Erholung werden zu lassen. Ich wünsche das, weil ich ein nervenstarkes Volk will, denn nur allein mit einem Volk, das seine Nerven behält, kann man wahrhaft große Politik machen.“

Zu den kulturellen Zielen zählte die Stärkung des Heimatgefühls, des Nationalstolzes und des Gemeinschaftsgefühls. Die deutschen Menschen sollten in der gemeinsam verbrachten Freizeit zu einer starken, anderen Völkern überlegenen Gemeinschaft zusammengeschweißt werden. Man erhoffte sich von KdF auch Erfolge im Ausland: Das deutsche Volk sollte sein Selbstbewusstsein und die scheinbare Überlegenheit seines Vaterlandes auch auf Auslandsreisen nach außen tragen. Die Welt sollte den Eindruck eines gesunden und friedliebenden Deutschlands gewinnen.

## Tätigkeiten

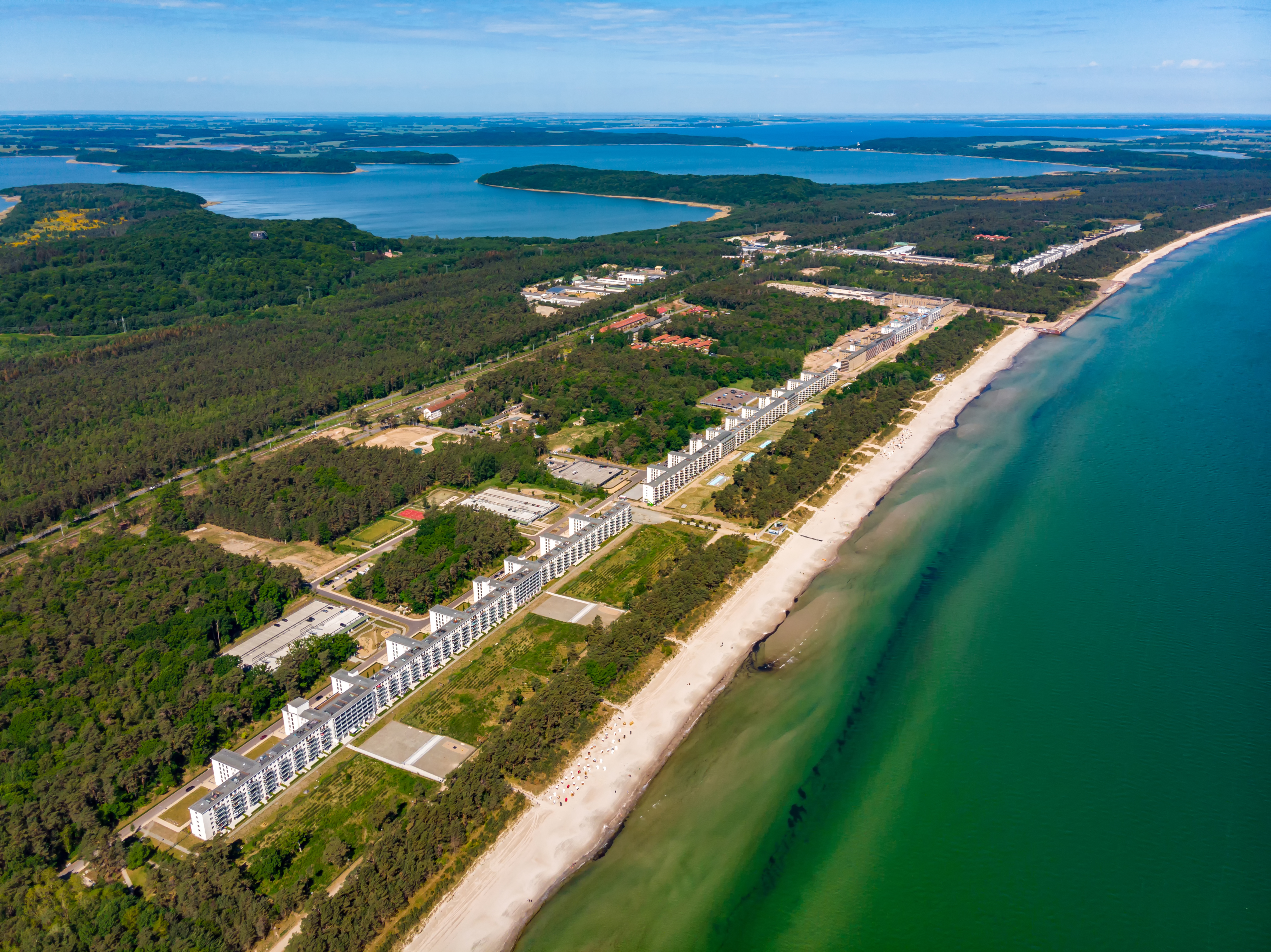
Die Kasernenruine Prora, einst geplant als „Bad der 20.000“

KdF organisierte Bunte Abende, Gymnastik, Schwimmlehrgänge, Nähkurse, Schachturniere und Konzerte, Erwachsenenbildung wurde gefördert. Auch initiierte die KdF Wettbewerbe zur Dorfverschönerung, die „das Dorf um seiner selbst willen und als nationalsozialistische Gemeinschaft und damit als Kraftquell für die ganze Nation“ gestalten sollten.
Die Veranstaltungen blieben größtenteils frei von ideologischer Indoktrinierung und wurden deshalb in der Erinnerung von Teilnehmern als „schöne Zeit“ wahrgenommen. Der größte Geschäftsbereich von KdF war die Organisation von Ausflügen und Reisen. Das hierfür zuständige Amt für Reisen, Wandern und Urlaub erwirtschaftete rund vier Fünftel des Umsatzes.

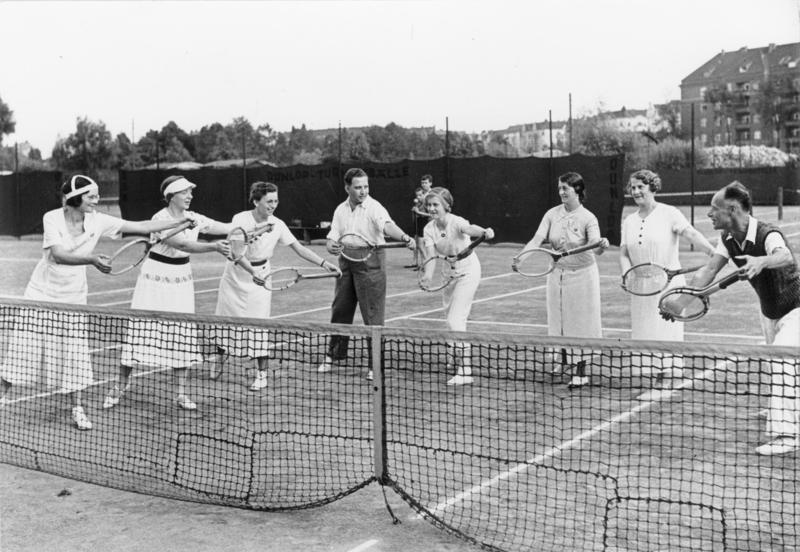
Tennis-Gymnastik im Rahmen von KdF

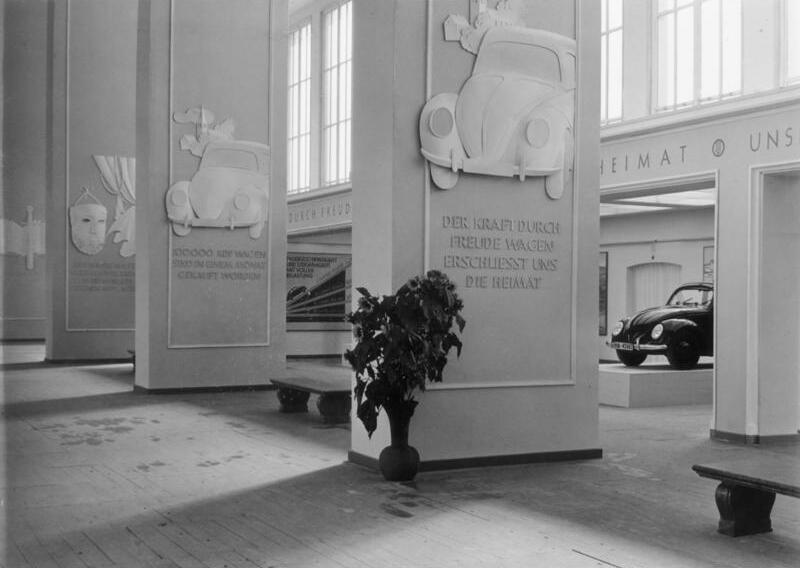
KdF-Wagen, Ausstellung Gesundes Leben, frohes Schaffen, Berlin 1938

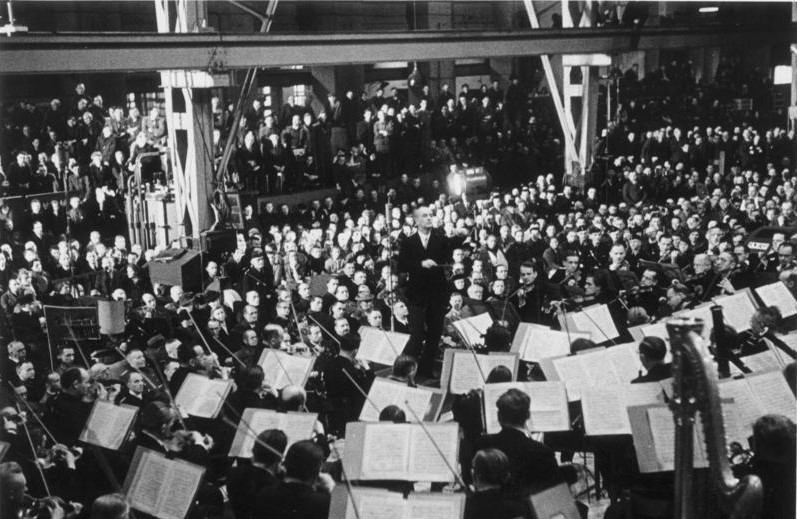
KdF-Konzert mit Wilhelm Furtwängler 1942 im Berliner AEG-Werk

Bekannte Angebote und Projekte, die allerdings für die Arbeiter meistens Verheißungen blieben, waren:
- KdF-Wagen (unter diesem Namen zwar geplant und mit „Kdf-Wagen-Sparkarten“ finanziert, aber nie ausgeliefert)
- Die Kreuzfahrtschiffe Wilhelm Gustloff (ab 1938), Der Deutsche (ab 1935), Dresden (ab 1934) und Robert Ley (ab März 1939).
- Seebad Prora auf Rügen (nicht vollständig fertiggestellt)
- Segeltörns mit dem Deutschen Hochseesportverband HANSA[13][14]

Die in der Deutschen Arbeitsfront organisierten Arbeitnehmer, Arbeitgeber und Staatsbeamten, waren zugleich auch Mitglieder der KdF. Sie bezahlten einen monatlichen Mitgliedsbeitrag von mindestens 0,50 Reichsmark. 1937 hatte KdF neben 4400 hauptamtlichen 106.000 ehrenamtliche Mitarbeiter. Das senkte die Personalkosten. Die Erwartungen, KdF würde sich durch die Einnahmen bei den Reisen selbst finanzieren, erfüllten sich nicht; die Teilnahmepreise bei Sport und Reisen waren für das Gros der arbeitenden Bevölkerung unerschwinglich. Mit 8 Mio. RM im Jahr 1934, 14,3 Mio. im folgenden Jahr und 1938 bereits mit 32,5 Mio. RM musste die KdF deshalb von der DAF bezuschusst werden.

## Organisation
Die Gemeinschaft Kraft durch Freude bestand aus mehreren Ämtern, die im Laufe der Zeit verschiedentlich ihre Bezeichnung wechselten oder umstrukturiert wurden. Zum Zeitpunkt der Gründung waren dies:
- Organisationsamt (Leiter Claus Selzner)
- Kulturamt
- Sportamt (Leiter Hans von Tschammer und Osten)
- Amt für Reisen, Wandern und Urlaub (Leiter Ernst Brauweiler)
- Amt für Selbsthilfe und Siedlung (Leiter Karl Müller)
- Amt „Schönheit der Arbeit“ (Leiter Albert Speer)
- Amt für Ausbildung (Leiter Otto Gohdes)

Im Jahr 1934 lauteten die Bezeichnungen der Ämter:
- Amt für Urlaub, Reisen und Wandern
- Amt für Schönheit und Würde der Arbeit
- Amt für körperliche Ertüchtigung und Sport
- Amt für geistige Aus- und Fortbildung
- Amt für Kultur
- Amt für Volkstum und Brauchtum (bzw. Heimat)
- Jugendamt

Ab 1937 verteilte sich die Organisation auf folgende Reichsämter:
- „Amt für Reisen, Wandern und Urlaub“
- „Amt Schönheit der Arbeit“
- „KdF-Sportamt“,
- „Amt Deutsches Volksbildungswerk“
- „Amt Feierabend“ (zeitweise „Amt NS-Kulturgemeinde“)
- „Reichsheimstättenamt“
- „Amt Werkscharen“ (bis Ende 1936; „Amt Werkschar und Schulung“: Führungsnachwuchs der DAF)
- „Amt Wehrmachtheime“

Die KdF war in 15.051 NSDAP-Ortsgruppen vertreten.

## Theater

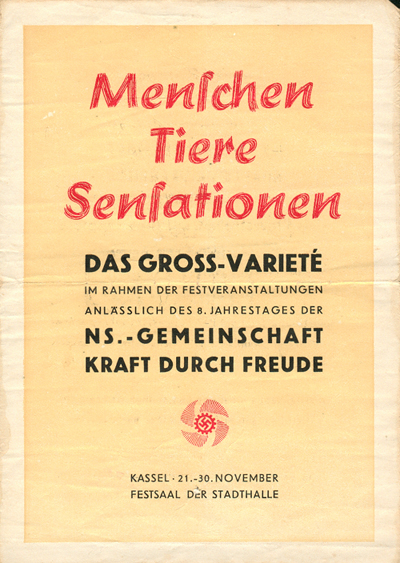
Reklame für einen bunten Abend der NS-Gemeinschaft „Kraft durch Freude“ im Gau Kurhessen (1941)

Theater, die dem KdF gehörten oder vom KdF kontrolliert wurden, waren:
- Berlin:
  - KdF-Theater des Kindes
  - Märchentheater
  - Plaza-Theater
  - Theater am Nollendorfplatz
  - Theater am Schiffbauerdamm
  - Theater des Volkes
- Breslau:
  - Gerhart-Hauptmann-Theater
- Dessau:
  - Friedrich-Theater, Muldstraße
- Hannover:
  - Mellini-Theater
- Köln:
  - Apollo-Theater
- Königsberg:
  - Ostpreußenhalle
- Magdeburg:
  - Kleinkunstbühne
- München:
  - Märchentheater
  - Prinzregententheater
- Posen:
  - Metropol-Varieté
- Wien:
  - Deutsches Volkstheater
  - Die Komödie in der Johannesgasse (dem Deutschen Volkstheater angeschlossen)
  - Raimund-Theater
  - Volksoper

## KdF in der populären Kultur
Die Bavaria Film hat 1938 einen Spielfilm Drei wunderschöne Tage (Regie: Fritz Kirchhoff) produziert und 1939 in die Kinos gebracht, der von einer KdF-Betriebsferienreise handelt und in dem das Programm implizit beworben wird.